# Liste des œuvres de Jérôme Bosch

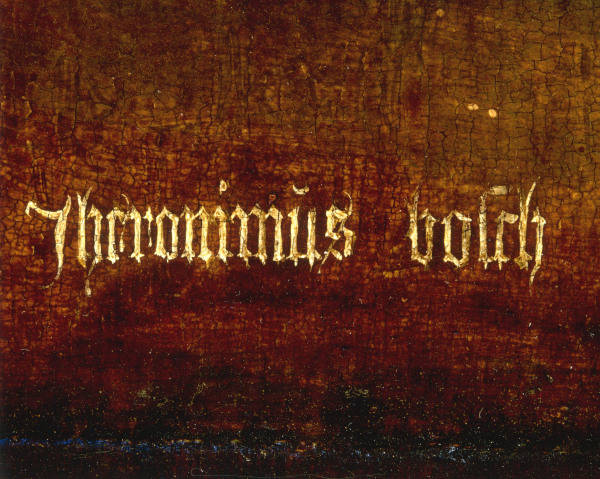
Signature de Bosch sur le panneau central du Triptyque des ermites.

La liste des œuvres de Jérôme Bosch recense la quarantaine de peintures et de dessins réalisés par cet artiste ainsi que la plupart des autres œuvres attribués à celui-ci ou à son atelier.

## Peintures

### Méthodologie
Sauf mention contraire en note, les informations listées ci-dessous se basent sur le catalogue raisonné publié par l'équipe du Bosch Research and Conservation Project (BRCP) en 2016, dont la numérotation ne suit pas un ordre chronologique mais un classement thématique en quatre catégories : « saints » (1-8), « vie du Christ » (9-15), « la fin des temps » (16-18) et « discours moralisateurs » (19-21). Les numéros suivants (22-34) regroupent des œuvres attribuées à des membres de l'atelier ou à des suiveurs de Bosch. Les œuvres non cataloguées par le BRCP sont ici précédées du numéro 0.
La colonne « Ci. » donne le numéro de l’œuvre dans le catalogue établi par Mia Cinotti en 1966 (d'après la traduction française publiée en 1967).
La colonne « Un. » est basée sur l'ouvrage publié par Gerd Unverfehrt en 1980. Les numéros sans parenthèses indiquent les œuvres qui y sont listées comme authentiques, tandis que les numéros entre parenthèses renvoient au catalogue des œuvres de suiveurs de Bosch.
La colonne « At. » indique si le BRCP attribue l’œuvre à Bosch (B), à son atelier (A), ou à un suiveur (S). Appartenant pour la plupart à cette dernière catégorie, les œuvres non cataloguées par le BRCP sont dépourvues de code couleur. Les copies et les pastiches d’œuvres de Bosch existant en grande quantité, souvent avec plusieurs variantes, seuls les exemples les plus notables et les plus souvent associés à Bosch font l'objet d'une entrée.
La colonne « TPQ » donne le Terminus post quem obtenu par analyse dendrochronologique. Dans la plupart des cas, onze années (soit une moyenne de neuf anneaux d'aubier retirés lors de la fabrication des panneaux, plus deux années pour le séchage et de façonnage) doivent être ajoutés à la datation du plus jeune anneau de croissance,. À l'exception notable de la table des Sept péchés capitaux (no 34), exécutée sur un panneau de peuplier, les tableaux attribués à Bosch sont généralement peints à l'huile sur des panneaux de chêne de la Baltique.
Les dimensions (hauteur x largeur) sont indiquées en centimètres. Dans le cas des polyptyques, il s'agit des mesures du panneau central ou, à défaut, de celles du volet le plus large.

### Liste des tableaux
| No         | Ci.    | Un.       | At.      | Vignette | Titre                                                                                          | TPQ  | Années             | Dimensions        | Lieu de conservation                                |
| ---------- | ------ | --------- | -------- | -------- | ---------------------------------------------------------------------------------------------- | ---- | ------------------ | ----------------- | --------------------------------------------------- |
| 1          | 39     | 17        | B        |          | Saint Jérôme en prière                                                                         | 1476 | 1485-1495 (vers)   | 80 × 60,7         | Gand, Musée des Beaux-Arts                          |
| 2          | 40     | 12 (34 c) | B        |          | Triptyque des ermites                                                                          | 1487 | 1495-1505 (vers)   | 85,7 × 60,5       | Venise, Galeries de l'Académie                      |
| 3          | 41     | (34 b)    | B        |          | Tentation de saint Antoine (La) (fragment)                                                     | 1482 | 1500-1510 (vers)   | 38,6 × 25,1       | Kansas City, Musée d'art Nelson-Atkins              |
| 4          | 43     | 18        | B        |          | Tentation de saint Antoine (La)                                                                | 1495 | 1498-1503 (vers)   | 145,1 × 132,8     | Lisbonne, Musée national d'Art ancien               |
| 5          | 34     | 15        | B        |          | Saint Jean-Baptiste                                                                            | 1474 | 1490-1495 (vers)   | 48,5 × 40,5       | Madrid, Musée Lázaro Galdiano                       |
| 6          | 33     | 14        | B        |          | Saint Jean à Patmos / Scènes de la Passion                                                     | 1489 | 1490-1495 (vers)   | 63 × 43,2         | Berlin, Gemäldegalerie                              |
| 7          | 36     | 16        | B        |          | Saint Christophe                                                                               | 1490 | 1490-1500 (vers)   | 113,7 × 71,6      | Rotterdam, Musée Boijmans Van Beuningen             |
| 8          | 24     | 9         | B        |          | Triptyque de sainte Wilgeforte                                                                 | 1491 | 1495-1505 (vers)   | 105,2 × 62,7      | Venise, Gallerie dell'Accademia                     |
| 9          | 62     | 24        | B        |          | Adoration des mages (L')                                                                       | 1472 | 1490-1500 (vers)   | 138 × 72          | Madrid, Musée du Prado                              |
| 10         | 66     | (23)      | B        |          | Adoration des mages (L')                                                                       | 1468 | 1470-1480 (vers)   | 71,4 × 61         | New York, Metropolitan Museum of Art                |
| 11         | 10     | 4         | B        |          | Ecce Homo                                                                                      | 1470 | 1475-1485 (vers)   | 71 × 56,7         | Francfort, Musée Städel                             |
| 12         | 19     | 8         | B et A   |          | Portement de croix (Le) / Enfant Jésus (L')                                                    | -    | 1490-1510 (vers)   | 59,7 × 32         | Vienne, Musée d'histoire de l'art                   |
| 13         | 44     | 19        | B        |          | Portement de croix (Le)                                                                        | 1490 | 1495-1505 (vers)   | 142,8 × 104,3     | San Lorenzo de El Escorial, Monastère de l'Escurial |
| 14         | 57     | 21        | B        |          | Couronnement d'épines (Le)                                                                     | 1479 | 1490-1500 (vers)   | 73,8 × 59         | Londres, National Gallery                           |
| 15         | 9      | 3         | B        |          | Calvaire avec donateur                                                                         | 1477 | 1490-1500 (vers)   | 74,8 × 61         | Bruxelles, Musées royaux des beaux-arts de Belgique |
| 16         | 51     | (3)       | B        |          | Jugement dernier (Le)                                                                          | 1480 | 1495-1505 (vers)   | 99,2 × 60,5       | Bruges, Musée Groeninge                             |
| 17         | 50     | 20        | B et A   |          | Jugement dernier (Le)                                                                          | 1476 | 1500-1505 (vers)   | 163 × 127         | Vienne, Académie des beaux-arts                     |
| 18         | 26     | 11        | B        |          | Visions de l'au-delà                                                                           | 1484 | 1505-1515 (vers)   | 88,8 × 39,9       | Venise, Gallerie dell'Accademia                     |
| 19 (a)     | 61     | 23        | B        |          | Triptyque du vagabond : Le Vagabond                                                            | 1487 | 1500-1510 (vers)   | 71,3 × 70,7       | Rotterdam, Musée Boijmans Van Beuningen             |
| 19 (b1)    | 16     | 6         | B        |          | Triptyque du vagabond : La Nef des fous                                                        | 1485 | 1500-1510 (vers)   | 58,1 × 32,8       | Paris, Musée du Louvre                              |
| 19 (b2)    | 17     | 7         | B        |          | Triptyque du vagabond : La Gourmandise et la Luxure                                            | 1485 | 1500-1510 (vers)   | 34,9 × 30,6       | New Haven, Yale University Art Gallery              |
| 19 (c)     | 15     | 5         | B        |          | Triptyque du vagabond : La Mort et l'avare                                                     | 1488 | 1500-1510 (vers)   | 94,3 × 32,4       | Washington, National Gallery of Art                 |
| 20         | 21     | (1)       | B        |          | Chariot de foin (Le)                                                                           | 1510 | 1510-1516          | 133 × 100         | Madrid, Musée du Prado                              |
| 21         | 30     | 13        | B        |          | Jardin des délices (Le)                                                                        | 1460 | 1495-1505 (vers)   | 190 × 175         | Madrid, Musée du Prado                              |
| 22         | 25     | 10        | A        |          | Panneaux du Déluge (Les)                                                                       | 1508 | 1510-1520 (vers)   | 70 × 39,2         | Rotterdam, Musée Boijmans Van Beuningen             |
| 23         | 42     | (14)      | A        |          | Triptyque de Job                                                                               | 1501 | 1510-1520 (vers)   | 98,3 × 72,1       | Bruges, Musée Groeninge                             |
| 24         | 11     | (11)      | A        |          | Triptyque Ecce Homo                                                                            | 1489 | 1495-1503 (vers)   | 73,4 × 58,4       | Boston, Musée des beaux-arts                        |
| 25         | 8      | 2         | A        |          | Adoration des mages (L')                                                                       | 1493 | 1495-1520 (vers)   | 77,5 × 55,9       | Philadelphie, Philadelphia Museum of Art            |
| 26 (a) (b) | 65 A-C | (12)      | S        |          | Adoration des mages (L') (Adoration Kleinberger-Johnson) (fragments de volets)                 | -    | 1515-1535 (vers)   | 36,5 × 22,8       | Philadelphie, Philadelphia Museum of Art            |
| 26 (c)     | 65 B   | (43) a    | S        |          | Adoration des mages (L') (Adoration Kleinberger-Johnson) (panneau central)                     | 1501 | 1515-1535 (vers)   | 70,8 × 55,6       | Paris, Collection privée                            |
| 27         | 58     | 22        | S        |          | Couronnement d'épines (Le)                                                                     | 1527 | 1530-1540 (vers)   | 157,5 × 195,8     | San Lorenzo de El Escorial, Monastère de l'Escurial |
| 28         | 58 cf. | (33)      | S        |          | Triptyque de la Passion : L'Arrestation, le Couronnement d'épines et la Flagellation du Christ | 1517 | 1530-1550 (vers)   | 139,7 × 170,2     | Valence, Musée des beaux-arts                       |
| 29         | 70     | 25        | S        |          | Portement de croix (Le)                                                                        | -    | 1530-1540 (vers)   | 76,8 × 83,1       | Gand, Musée des beaux-arts                          |
| 30         | 48     | (27)      | S        |          | Jugement dernier (Le) (fragment)                                                               | 1442 | 1530-1540 (vers)   | 59,6 × 113        | Munich, Alte Pinakothek                             |
| 31         | 59     | (25)      | S        |          | Tentation de saint Antoine (La)                                                                | 1462 | 1530-1540 (vers)   | 73 × 52,5         | Madrid, Musée du Prado                              |
| 32         | 6      | (21)      | S        |          | Escamoteur (L')                                                                                | 1496 | 1520-1525 (après)  | 53,6 × 65,3       | Saint-Germain-en-Laye, Musée municipal              |
| 33         | 1      | (55)      | A ou S   |          | Lithotomie (La)                                                                                | 1488 | 1510-1520 (vers)   | 48,8 × 34,6       | Madrid, Musée du Prado                              |
| 34         | 2      | 1         | A ou S   |          | Sept péchés capitaux et les quatre dernières étapes humaines (Les)                             | -    | 1510-1520 (vers)   | 120 × 150         | Madrid, Musée du Prado                              |
| 0          | 5      | 0         | ?        |          | Deux figures mitrées (Deux têtes de prêtres)                                                   | 1391 | 1475-1480 (vers)   | 14,5 × 12         | Rotterdam, Musée Boijmans Van Beuningen             |
| 0          | 13     | (13)      | S        |          | Jugement dernier (Le) (nl) (fragments) : Mort du juste (La) / Mort du réprouvé (La) (en)       | -    | 1500 (vers)        | 34,5 × 21         | New York, Collection privée                         |
| 0          | 32     | 0         | B        |          | Jugement dernier (Le)                                                                          | -    | 1504               | 252 × 154         | Œuvre perdue ou non réalisée                        |
| 0          | 52     | (2)       | A        |          | Jugement dernier (Le) (nl)                                                                     | -    | 84,4 × 95,2        | Collection privée |                                                     |
| 0          | 53     | 0         | B        |          | Jugement dernier (Le)                                                                          | -    | 1506 (avant)       | -                 | Œuvre disparue ?                                    |
| 0          | 0      | 0         | B ?      |          | Vierge à l'Enfant                                                                              | 1494 | 1505-1510 (vers)   | 100,5 × 71        | Gand, Collection privée                             |
| 0          | 18     | 0         | B ?      |          | Tête d'une vieille femme                                                                       | -    | 1510 (vers)        | 13 × 5            | Rotterdam, Musée Boijmans Van Beuningen             |
| 0          | 46     | (57)      | S        |          | Tentation de saint Antoine (La) (nl)                                                           | -    | 1510-1515 (vers)   | 26 × 19,4         | Ottawa, Musée des beaux-arts du Canada              |
| 0          | 47 cf. | (102)     | A        |          | Tentation de saint Antoine (La)                                                                | 1486 | 1510-1515 (vers)   | 70 × 115          | Madrid, Musée du Prado                              |
| 0          | 60     | (56)      | S        |          | Tentation de saint Antoine (La) (nl)                                                           | -    | 1510-1520 (vers)   | 40 × 26.5         | Berlin, Gemäldegalerie                              |
| 0          | 67     | 0         | A ?      |          | Vierge à l'Enfant / Saint Jean (détrempe sur toile)                                            | -    | 1513 (vers)        | 247,5 × 84        | Bois-le-Duc, Cathédrale Saint-Jean                  |
| 0          | 64     | (42)      | S        |          | Adoration des mages (L') (Triptyque de l’Épiphanie)                                            | 1512 | 1514 (après)       | 91,4 × 72,4       | Banbury, Upton House                                |
| 0          | 31     | (17)      | A        |          | Paradis terrestre (Le)                                                                         | 1473 | 1510-1520 (années) | 27 × 40,6         | Chicago, Institut d'art                             |
| 0          | 71     | (33 b)    | S        |          | Arrestation du Christ (L')                                                                     | -    | 1515 (vers)        | 50,4 × 81,1       | San Diego, Musée d'art                              |
| 0          | 35     | (59)      | S ou A   |          | Tentation de saint Antoine (La) (nl)                                                           | -    | 1520 (vers)        | 41,9 × 26,7       | Norfolk, Chrysler Museum of Art                     |
| 0          | 0      | (16)      | S ou A   |          | Saint Christophe                                                                               | -    | 1510-1520 (vers)   | 42,3 × 26,5       | Nantes, Musée Dobrée                                |
| 0          | 14     | (15)      | S        |          | Abigaïl et David / Bethsabée et Salomon                                                        | -    | 1521-1523 (entre)  | 51 × 37           | Collection privée                                   |
| 0          | 63     | (37)      | S        |          | Adoration des mages (L')                                                                       | -    | 1515-1520 (après)  | 77,7 × 61,5       | Anderlecht, Maison d’Érasme                         |
| 0          | 4      | 0         | S        |          | Christ et la femme adultère (Le)                                                               | -    | 1520 (années)      | 77,7 × 61,5       | Philadelphie, Philadelphia Museum of Art            |
| 0          | 68     | (32 a)    | S        |          | Christ devant Pilate (Le) (nl)                                                                 | 1508 | 1520-1530 (vers)   | 46,5 × 36,5       | Rotterdam, Musée Boijmans Van Beuningen             |
| 0          | 69     | (32)      | S        |          | Christ devant Pilate (Le)                                                                      | 1507 | 1520 (années)      | 75,9 × 55,9       | Princeton, Musée d'art de l'université              |
| 0          | 55 cf. | (65)      | S        |          | Couronnement d'épines avec un donateur                                                         | -    | 1520-1530 (vers)   | 83 × 68           | Anvers, Musée royal des beaux-arts                  |
| 0          | 49     | (26)      | S        |          | Tentation de saint Antoine (La) (nl)                                                           | 1461 | 1530-1540 (vers)   | 60,1 × 52,1       | Bois-le-Duc, Collection Van Lanschot                |
| 0          | 22     | (30)      | S ou A ? |          | Chariot de foin (Le)                                                                           | 1498 | 1525-1550 (vers)   | 135,5 × 100       | San Lorenzo de El Escorial, Monastère de l'Escurial |
| 0          | 12 cf. | (51) a    | S        |          | Jésus parmi les docteurs                                                                       | 1539 | 1540 (vers)        | 77,5 × 60,4       | Opočno, Château                                     |
| 0          | 20 cf. | (125)     | S        |          | Portement de croix (Le) (La Montée au Calvaire)                                                | -    | 1540 (vers)        | 107 × 149         | Anvers, Musée Mayer van den Bergh                   |
| 0          | 23     | (145)     | S        |          | Combat de Carnaval et Carême (Le)                                                              | -    | 1540-1550 (vers)   | 59 × 118,5        | Bois-le-Duc, Noordbrabants Museum                   |
| 0          | 20     | 0         | S        |          | Portement de croix (Le) (détrempe sur toile)                                                   | -    | 1550 (vers)        | 78 × 91           | Neuilly-sur-Seine, Collection privée                |
| 0          | 56     | 0         | S        |          | Tête d'arbalétrier (es)                                                                        | 1549 | 1549 (après)       | 28,2 × 21,3       | Madrid, Musée du Prado                              |
| 0          | 0      | (83)      | S        |          | Vision de Tondale                                                                              | -    | 1550 (vers)        | 54 × 72           | Madrid, Museo Lázaro Galdiano                       |
| 0          | 65 cf. | (43)      | S        |          | Adoration des mages (L') (nl) (Triptyque Moonen)                                               | -    | 1550 (après)       | 76 × 59           | Bois-le-Duc, Noordbrabants Museum                   |
| 0          | 45     | (61)      | S        |          | Tentation de saint Antoine (La)                                                                | -    | 1550-1560 (vers)   | 88,3 × 70         | Madrid, Musée du Prado                              |
| 0          | 0      | (62)      | S        |          | Sept péchés capitaux dans une pelure de globe terrestre (nl) (Les)                             | -    | 1560 (vers)        | 86 × 56           | Genève, Collection privée                           |
| 0          | 3      | (19)      | S        |          | Noces de Cana (Les)                                                                            | 1555 | 1561 (après)       | 93 × 72           | Rotterdam, Musée Boijmans Van Beuningen             |
| 0          | 7 cf.  | (143)     | S        |          | Concert dans l'œuf (Le) (huile sur toile)                                                      | -    | 1550-1575 (vers)   | 108,5 × 126,5     | Lille, Palais des beaux-arts                        |
| 0          | 29     | (7)       | S        |          | Saint Jacques le Majeur et le magicien Hermogène                                               | 1515 | 1550-1575 (vers)   | 62 × 41,5         | Valenciennes, Musée des beaux-arts                  |
| 0          | 27     | (8)       | S        |          | Ecce Homo (nl)                                                                                 | 1557 | 1560-1570 (vers)   | 50 × 52           | Philadelphie, Philadelphia Museum of Art            |
| 0          | 27 cf. | (9)       | S        |          | Ecce Homo                                                                                      | -    | 1560-1570 (vers)   | 52 × 54           | Indianapolis, Musée d'art                           |
| 0          | 54     | (36)      | S        |          | Adoration de l'enfant (L') (La Nativité)                                                       | 1562 | 1568 (après)       | 105,5 × 84,2      | Cologne, Wallraf-Richartz Museum                    |
| 0          | 37     | (39)      | S        |          | Saint Christophe (Le petit)                                                                    | -    | 1570 (vers)        | 45 × 20           | Madrid, Collection privée                           |
| 0          | 38     | 0         | S        |          | Saint Christophe                                                                               | -    | 1570 (années)      | 23 × 36           | Winterthour, Musée Oskar Reinhart « Am Römerholz »  |
| 0          | 73     | (142)     | S        |          | Marchands chassés du Temple (Les)                                                              | -    | 1570 (après)       | 102 × 155,5       | Copenhague, Statens Museum for Kunst                |
| 0          | 72     | (86)      | S        |          | Christ devant Pilate (Le)                                                                      | -    | XVIe siècle ?      | 61 × 77,5         | São Paulo, Musée d'art Assis Chateaubriand          |
| 0          | 28     | 0         | ?        |          | Ecce Homo (nl)                                                                                 | -    | XVIe siècle ?      | 62,5 × 53         | Suisse, Collection privée                           |

## Dessins
Comme pour les tableaux, la numérotation et les autres informations suivent le catalogue établi par l'équipe du BRCP. Cette dernière renonce à proposer une datation des dessins, contrairement à Koreny.
Les dimensions sont ici données en centimètres. Tous les dessins ont été tracés sur des feuilles de papier.
| No     | At.    | Vignette | Titre                                                                      | Technique                                                 | Dimensions  | Lieu de conservation                        |
| ------ | ------ | -------- | -------------------------------------------------------------------------- | --------------------------------------------------------- | ----------- | ------------------------------------------- |
| 35     | B      |          | Homme-arbre (L')                                                           | plume, encre brune, encre grise                           | 27,7 × 21,1 | Vienne, Albertina                           |
| 36     | B      |          | Nid de chouettes (Le)                                                      | plume, encre brune                                        | 14 × 19,6   | Rotterdam, Musée Boijmans Van Beuningen     |
| 37 (r) | B      |          | Champ a des yeux, la forêt des oreilles (Le) (nl)                          | plume, encre brune, craie noire                           | 20,5 × 13   | Berlin, Kupferstichkabinett                 |
| 37 (v) | B et A |          | Étude de mendiant et croquis d'atelier (nl)                                | plume, encre brune, craie noire                           | 20,5 × 13   | Berlin, Kupferstichkabinett                 |
| 38 (r) | B      |          | Deux monstres (nl)                                                         | plume, encre brune                                        | 16,3 × 11,6 | Berlin, Kupferstichkabinett                 |
| 38 (v) | B      |          | Deux monstres (nl)                                                         | plume, encre brune                                        | 16,3 × 11,6 | Berlin, Kupferstichkabinett                 |
| 39     | B      |          | Feuille de modèles avec "sorcières"                                        | plume, encre brune, craie noire                           | 20,4 × 26,4 | Paris, Musée du Louvre                      |
| 40 (r) | B      |          | Fileuse et vieille femme (nl)                                              | plume, encre brune, encre bise                            | 12 × 8,5    | Rotterdam, Musée Boijmans Van Beuningen     |
| 40 (v) | B      |          | Renard et coq (nl)                                                         | plume, encre brune, encre bise                            | 12 × 8,5    | Rotterdam, Musée Boijmans Van Beuningen     |
| 41     | B      |          | Oiseaux et les mammifères se déclarant la guerre (Les)                     | plume, encre brune                                        | 19,5 × 28,4 | Berlin, Kupferstichkabinett                 |
| 42     | B      |          | Combat des oiseaux contre les mammifères (Le)                              | plume, encre brune                                        | 20,3 × 29   | Berlin, Kupferstichkabinett                 |
| 43 (r) | A      |          | Tentation de saint Antoine (La)                                            | plume, encre brune                                        | 25,8 × 17,9 | Berlin, Kupferstichkabinett                 |
| 43 (v) | B et A |          | Chanteurs dans un œuf et deux croquis de monstres                          | plume, encre brune                                        | 25,8 × 17,9 | Berlin, Kupferstichkabinett                 |
| 44     | B      |          | Paysage infernal                                                           | plume, encre brune, encre rouge                           | 25,9 × 19,7 | Collection privée                           |
| 45     | B      |          | Navire infernal (nl)                                                       | pinceau, encre bise                                       | 25,9 × 19,7 | Vienne Académie des beaux-arts              |
| 46 (r) | B      |          | Homme dans une hotte, vieille femme avec tenaille et enfants (nl)          | plume, encre bise                                         | 19,2 × 27   | Vienne, Albertina                           |
| 46 (v) | B      |          | Croquis d'un homme dans une hotte et d'une tête montée sur des jambes (nl) | plume, encre bise                                         | 19,2 × 27   | Vienne, Albertina                           |
| 47 (r) | B      |          | Escamoteur (L')                                                            | plume, encre brune                                        | 27,9 × 20,7 | Paris, Musée du Louvre                      |
| 47 (v) | S      |          | Concert burlesque et études de casques, trois têtes et une charrue         | plume, encre brune                                        | 27,9 × 20,7 | Paris, Musée du Louvre                      |
| 48 (r) | S      |          | Portement de croix et mendiants                                            | plume, encre brune                                        | 28,3 × 20,8 | Liège, Cabinet des estampes                 |
| 48 (v) | B      |          | Escamoteur (L')                                                            | plume, encre brune                                        | 28,3 × 20,8 | Liège, Cabinet des estampes                 |
| 49     | B      |          | Dix spectateurs                                                            | plume, encre brune                                        | 12,4 × 12,6 | New York, Pierpont Morgan Library           |
| 50 (r) | B      |          | Deux hommes                                                                | plume, encre bise                                         | 13,7 × 10,3 | Collection privée                           |
| 50 (v) | B      |          | Tentation d'Ève (La)                                                       | plume, encre bise                                         | 13,7 × 10,3 | Collection privée                           |
| 51 (r) | B      |          | Deux monstres                                                              | plume, encre brune                                        | 8,5 × 18,2  | Berlin, Kupferstichkabinett                 |
| 51 (v) | B      |          | Tête montée sur des jambes et un monstre (Une)                             | plume, encre brune                                        | 8,5 × 18,2  | Berlin, Kupferstichkabinett                 |
| 52 (r) | B      |          | Études de saint Antoine (nl)                                               | plume, encre brune                                        | 20,6 × 26,3 | Paris, Musée du Louvre                      |
| 52 (v) | B      |          | Feuille de croquis avec monstres (nl)                                      | plume, encre brune                                        | 20,6 × 26,3 | Paris, Musée du Louvre                      |
| 53 (r) | B      |          | Scène infernale avec enclume et monstres (nl)                              | plume, encre brune                                        | 15,6 × 17,6 | Berlin, Kupferstichkabinett                 |
| 53 (v) | B      |          | Feuille de croquis avec monstres (nl)                                      | plume, encre brune                                        | 15,6 × 17,6 | Berlin, Kupferstichkabinett                 |
| 54     | B      |          | Mise au tombeau (La) (nl)                                                  | plume, pinceau, encre grise, encre noire, craie noire     | 25,2 × 30,4 | Londres, British Museum                     |
| 55     | B ?    |          | Deux orientaux                                                             | plume, pinceau, encre bise, craie noire, rehauts de blanc | 13,8 × 10,8 | Berlin, Kupferstichkabinett                 |
| 56     | A      |          | Nef des fous (La) (nl)                                                     | plume, pinceau, encre bise, rehauts de blanc              | 25,6 × 16,8 | Paris, Musée du Louvre                      |
| 57 (r) | A      |          | Mort et l'avare (La) (nl)                                                  | plume, pinceau, encre bise, rehauts de blanc              | 25,8 × 15,1 | Paris, Musée du Louvre                      |
| 57 (v) | A      |          | Études d'un casque et d'un bouclier (nl)                                   | plume, pinceau, encre bise, rehauts de blanc              | 25,8 × 15,1 | Paris, Musée du Louvre                      |
| 58 (r) | A      |          | Scène infernale avec homme-arbre                                           | plume, encre brune                                        | 19,9 × 27,7 | Dresde, Kupferstich-Kabinett                |
| 58 (v) | A      |          | Oriental en pied                                                           | plume, encre brune                                        | 19,9 × 27,7 | Dresde, Kupferstich-Kabinett                |
| 0      | S      |          | Mendiants (nl)                                                             | plume, encre brune                                        | 26,5 × 19,9 | Bruxelles, Bibliothèque royale de Belgique  |
| 0      | S      |          | Mendiants (nl)                                                             | plume, encre ocre                                         | 28,5 × 20,8 | Vienne, Albertina                           |
| 0      | S      |          | Feuille d'étude avec des monstres (nl)                                     | plume, encre ocre                                         | 32,1 × 21,1 | Oxford, Ashmolean Museum                    |
| 0      | S      |          | Feuille d'étude avec des monstres                                          | plume, encre brune                                        | 31,1 × 21,2 | Providence, École de design de Rhode Island |
| 0      | S      |          | Raser le fou (nl)                                                          | plume, encre brune                                        | 17,4 × 20,7 | Londres, British Museum                     |
| 0      | S      |          | Noces de Cana (Les)                                                        | plume, encre brune                                        | 28,1 × 20,9 | Paris, Musée du Louvre                      |
| 0      | S      |          | Marie et Jean sous la croix                                                | pinceau                                                   | 30,2 × 17,2 | Dresde, Kupferstich-Kabinett                |
| 0      | S      |          | Têtes grotesques / Soldat                                                  | plume, encre brune                                        | 17,4 × 11,8 | Rotterdam, Musée Boijmans Van Beuningen     |
| 0      | -      |          | Portement de croix (Le)                                                    | plume, encre brune                                        | 23,6 × 19,9 | Rotterdam, Musée Boijmans Van Beuningen     |